# Gran Salt Endavant

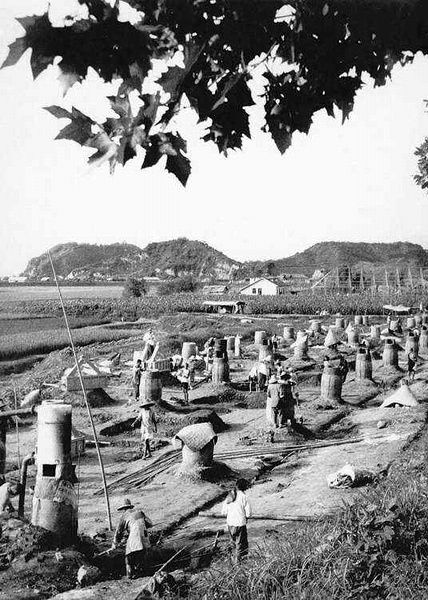
Petits alts forns de pati

El Gran Salt Endavant (xinès simplificat: 大跃进, xinès tradicional: 大躍進, pinyin: Dà yuè jìn) foren una sèrie de mesures econòmiques, socials i polítiques implantades en la República Popular de la Xina pel govern del Partit Comunista de la Xina (PCX) a la fi dels 1950 i principis dels 1960 amb la intenció d'aprofitar l'enorme capital humà del país per a la industrialització. El fracàs d'aquestes mesures, unit a una sèrie de catàstrofes naturals, va produir una fam que, segons la majoria de les estimacions, va provocar la mort d'entre 20 i 30 milions de persones.

## Antecedents

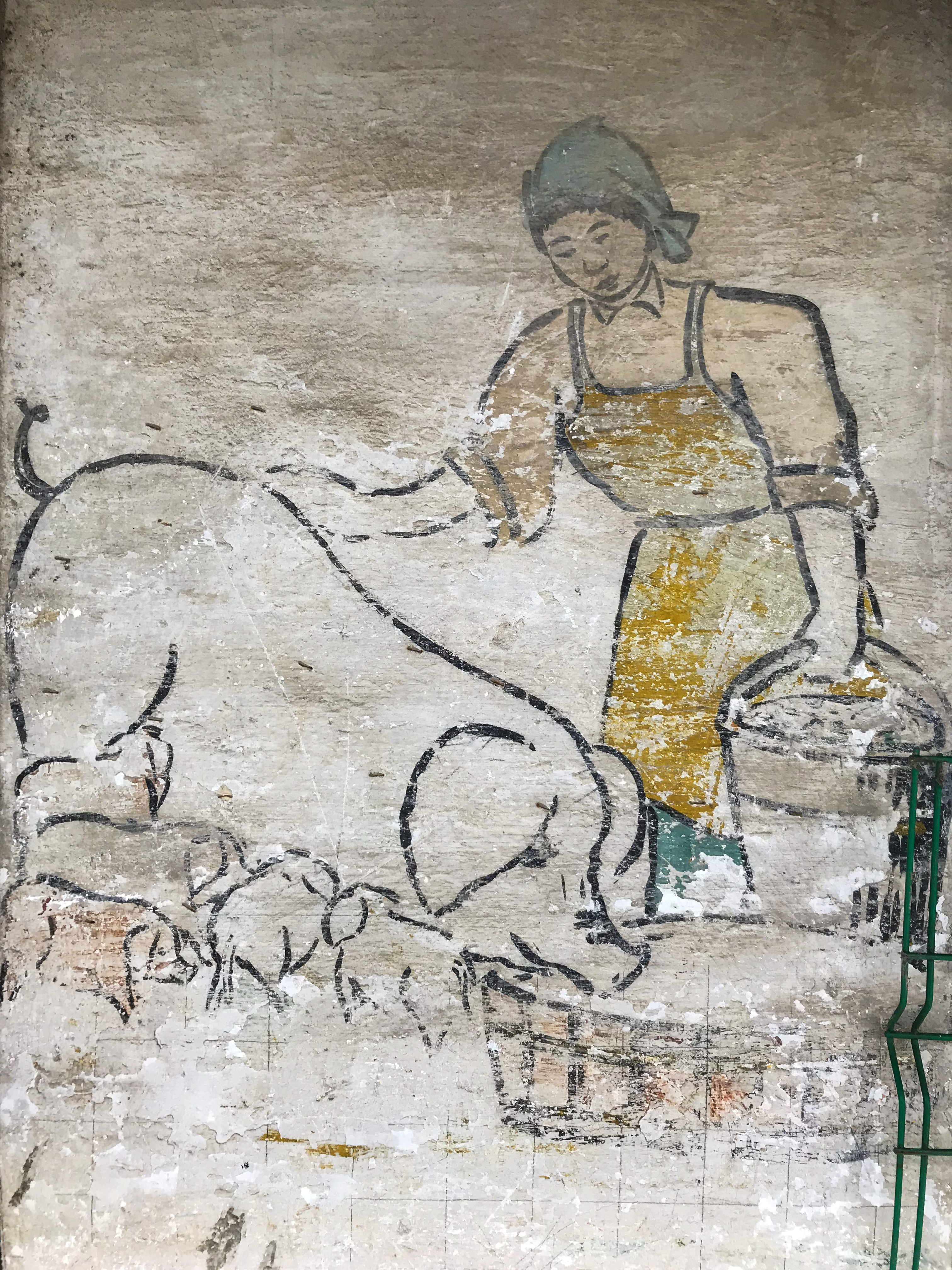
Un quadre de propaganda del gran salt endavant a la paret d'una casa rural de Xangai

L'octubre de 1949, després de la derrota del Kuomintang, el Partit Comunista Xinès va proclamar l'establiment de la República Popular de la Xina. Immediatament, els terratinents i els agricultors més rics van veure les seves propietats de terra redistribuïdes per la força als camperols més pobres. En els sectors agrícoles, els cultius considerats pel Partit com "plens de mal", com l'opi, van ser destruïts i substituïts per cultius com l'arròs.
Mao Zedong feia temps que somiava amb un moviment de salt que permetés a la Xina avançar cap a una societat comunista. El març de 1955, en una conferència nacional del Partit, Mao va declarar que la Xina «posaria al dia i superaria els països capitalistes més poderosos en diverses dotzenes d'anys», i a l'octubre, Mao va anunciar que acabaria la construcció d'un estat socialista en 15 anys.

### Col·lectius agrícoles i altres canvis socials

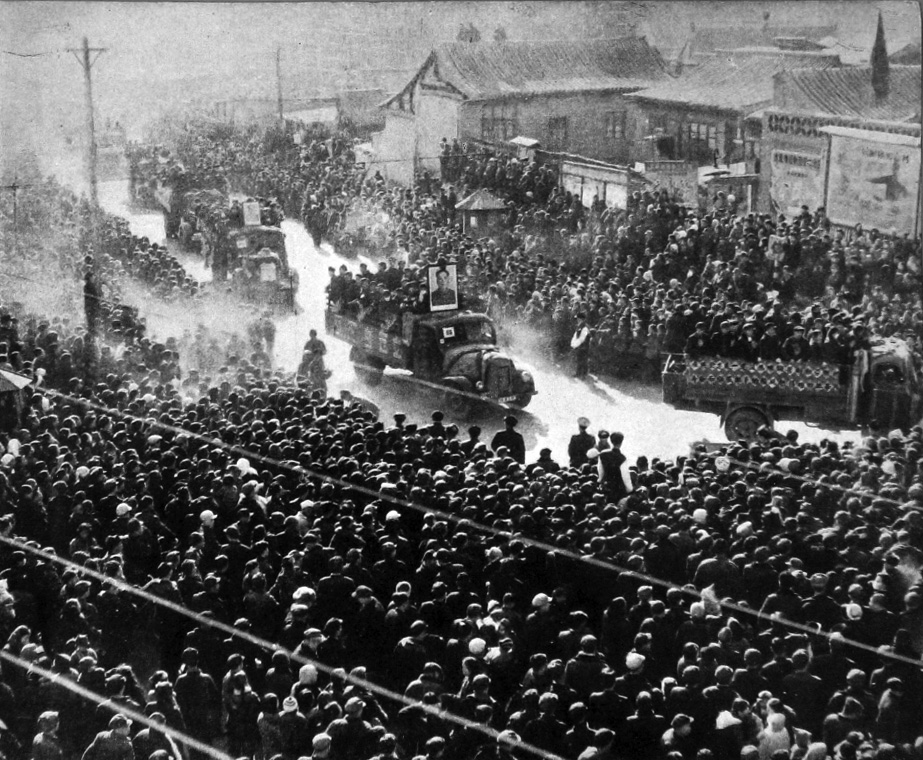
Enviament de funcionaris del govern a treballar al camp, 1957

Abans de 1949, els pagesos havien conreat les seves pròpies parcel·les de terra i observaven pràctiques tradicionals: festivals, banquets i homenatge als avantpassats. Es van adonar que la política de Mao d'utilitzar un monopoli estatal sobre l'agricultura per finançar la industrialització seria impopular entre els camperols. Per tant, es va proposar que els camperols passessin sota el control del Partit mitjançant l'establiment de col·lectius agrícoles que també facilitessin el compartir eines i animals de tir.
Així, durant els anys 1950, la República Popular de la Xina va dur a terme un programa de distribució de la terra i una industrialització amb l'ajuda tècnica de la Unió Soviètica. Les relacions entre tots dos països comunistes no eren bones, i els dirigents xinesos veien amb preocupació el deute contret amb la Unió Soviètica i els interessos que la República Popular havia de pagar. El model de desenvolupament soviètic aplicat per la República Popular durant el Primer Pla Quinquennal (1952-1957), encara que havia estimulat el desenvolupament industrial i el creixement econòmic, no semblava sostenible a causa de la pressió sobre el medi rural, que perdia població a causa de l'emigració a les ciutats, i a les inversions necessàries, que només podien fer-se gràcies als préstecs soviètics, que augmentaven la dependència de la Xina envers l'URSS.
A mitjan anys cinquanta la situació a la Xina s'havia estabilitzat i l'amenaça de les guerres de Corea i Indoxina havia desaparegut. Les persones percebudes com a capitalistes van ser expropiades el 1952 i 1953; els dissidents, tant d'esquerra com del Guomindang, empresonats. Per primera vegada en diverses generacions, la Xina semblava tenir un govern fort i estable. No obstant això, Mao Zedong es va alarmar pels termes usats per Nikita Khrusxov en el 20è Congrés del Partit Comunista de la Unió Soviètica. Mao va percebre que lluny d'avançar Occident, l'economia soviètica s'estava quedant endarrerida. Davant les revoltes esdevingudes a Alemanya Oriental, Polònia i Hongria, i la Unió Soviètica cercant la coexistència pacífica, que Mao va percebre com el poder imperialista d'Occident, va preparar el PCX per a avançar en solitari.
Aquesta política es va impulsar gradualment entre 1949 i 1958 en resposta a les necessitats polítiques immediates, primer mitjançant l'establiment d'«equips d'ajuda mútua» de 5 a 15 llars, després el 1953 «cooperatives agrícoles elementals» de 20 a 40 llars, i després a partir de 1956 en «cooperatives superiors» de 100 a 300 famílies. A partir de 1954 es va animar als camperols a formar i a unir-se a associacions d'agricultura col·lectiva, que suposadament augmentarien la seva eficàcia sense robar-los les seves pròpies terres ni restringir els seus mitjans de vida.
L'any 1958, la propietat privada va ser abolida i totes les llars van ser obligades a entrar en municipis administrats per l'estat. Mao va exigir que les comunes augmentessin la producció de cereals per alimentar les ciutats i per guanyar divises mitjançant les exportacions.
A part de la fiscalitat progressiva sobre la collita de cada llar, l'estat va introduir un sistema de compres estatals obligatòries de gra a preus fixos per acumular reserves per alleujar la fam i complir els termes dels seus acords comercials amb la Unió Soviètica. En conjunt, la fiscalitat i les compres obligatòries representaven el 30% de la collita el 1957, deixant molt poc excedent. També es va introduir el racionament a les ciutats per frenar el "consum malbaratador" i fomentar l'estalvi (que es dipositava en bancs estatals i, per tant, es podia invertir), i encara que els aliments es podien comprar als minoristes estatals, el preu de mercat era superior al allò pel qual s'havia comprat. Això també es va fer en nom de desincentivar el consum excessiu.
A més d'aquests canvis econòmics, el Partit va implementar grans canvis socials al camp, inclòs el desterrament de totes les institucions i cerimònies religioses i místiques, substituint-les per reunions polítiques i sessions de propaganda. Es van intentar millorar l'educació rural i la condició de la dona (permetent-los el divorci si ho desitjaven) i posar fi a l'embenat de peus, el matrimoni infantil i l'addicció a l'opi. L'antic sistema de passaports interns (el hukou) es va introduir el 1956, impedint els viatges entre comtats sense l'autorització adequada. Es va donar la màxima prioritat al proletariat urbà per al qual es va crear un estat del benestar.
La primera fase de col·lectivització va donar lloc a una modesta millora de la producció. La fam al Yangzi es va evitar el 1956 mitjançant l'assignació oportuna d'ajuda alimentària, però el 1957 la resposta del Partit va ser augmentar la proporció de la collita recollida per l'estat per assegurar-se contra nous desastres. Els moderats del partit, inclòs Zhou Enlai, van defensar una inversió de la col·lectivització sobre la base que reclamar la major part de la collita per a l'estat havia fet que la seguretat alimentària de la gent depengués del funcionament constant, eficient i transparent del govern.

### Campanya Cent Flors i Campanya Antidretana
El 1957, Mao va respondre a les tensions que hi havia al Partit llançant la Campanya de les Cent Flors com una forma de promoure la llibertat d'expressió i la crítica. Alguns estudiosos han conclòs retroactivament que aquesta campanya era una estratagema dissenyada per permetre que els crítics del règim, principalment intel·lectuals però també membres de baix rang del partit que eren crítics amb les polítiques agrícoles, s'identifiquessin.
Quan es va completar el primer pla econòmic quinquennal el 1957, Mao havia arribat a creure que el camí cap al socialisme que havia seguit la Unió Soviètica no era adequat per a la Xina. Va criticar la inversió de Khrusxov de les polítiques estalinistes i també estava alarmat pels aixecaments que havien tingut lloc a l'Alemanya de l'Est, Polònia i Hongria, i la percepció que l'URSS buscava la coexistència pacífica amb les potències occidentals. Mao estava convençut que la Xina havia de seguir el seu propi camí cap al comunisme. Segons Jonathan Mirsky, historiador i periodista especialitzat en afers xinesos, l'aïllament de la Xina de la major part de la resta del món, juntament amb la Guerra de Corea, havia accelerat els atacs de Mao contra els seus percebuts enemics domèstics. Això el va portar a accelerar els seus dissenys per desenvolupar una economia on el règim obtingués el màxim benefici de la fiscalitat rural.

### Dos passos endavant, un enrere
En els primers anys de la Nova Xina, a causa de la manca d'experiència en treball financer i econòmic, era una pràctica habitual incloure el superàvit fiscal de l'any anterior al pressupost de l'any en curs. A causa del baix nivell de pressupostos del sector fiscal i de les estimacions inexactes del desenvolupament econòmic, es van subestimar els ingressos i les despeses. No obstant això, no va sorgir cap problema perquè normalment el govern aconseguia tancar l'exercici amb superàvit. El 1953, quan la Xina va entrar en el primer període del pla de cinc anys, l'economia xinesa havia millorat i el Ministeri de Finances encara va decidir incloure l'excedent fiscal de l'any fiscal anterior com a fons de crèdit en els ingressos del pressupost de 1953 per cobrir les despeses de l'any en curs. Com a resultat, es van ampliar les despeses pressupostàries i també la mida del pressupost. En aquell moment, només l'expert soviètic Kutuzov va advertir a les autoritats fiscals xineses que no utilitzessin l'excedent fiscal de l'any anterior, però el Ministeri d'Hisenda no va fer cas. En aquell any, la producció bruta industrial i agrícola va créixer un 21,3%, mentre que el pressupost de construcció de capital va augmentar un 50% respecte a l'any anterior, fet que va provocar un desequilibri entre producció i demanda. Aquest va ser el "petit avanç erupció" (小冒進) a l'inici del primer període del pla quinquennal. El tema havia provocat una àmplia polèmica social. La facció de Li Xiannian, Chen Yun i d'altres no creien adequat continuar aquesta pràctica, però també tenien oponents. Li Xiannian finalment va decidir celebrar una reunió col·lectiva per discutir el tema i, després d'escoltar les opinions de totes les parts, va decidir abolir la pràctica.
No obstant això, la controvèrsia sobre l'ús del superàvit fiscal va persistir, la qual cosa va comportar un altre «avenç temerari» al desenvolupament econòmic de la Xina el 1956. Aleshores, la Xina no tenia consideració en tres àmbits: construcció de capital, salaris dels empleats i préstecs agrícoles, fet que feia ajustar la tresoreria central. Això va cridar l'atenció de Zhou Enlai, Li Xiannian i altres, i en una reunió estatal celebrada el 5 de juny de 1956 es van fer propostes per frenar la impetuositat i els avenços precipitats, revisar el pla econòmic nacional de 1956 i reduir la inversió en construcció de capital.
L'excés del primer pla quinquennal va donar una gran confiança a la nació, i en el Segon Ple del 8è Comitè Central, «fer tot, apuntar alt i construir el socialisme amb resultats més grans, més ràpids, millors i més econòmics». Va ser adoptat com la «Línia General per a la Construcció Socialista» a la Xina. El 1955, Mao ja havia expressat la seva creença que la construcció socialista hauria d'aconseguir resultats «més grans, més ràpids, millors i més econòmics». Aquests van provocar la reaparició d'"avenços precipitats", que van comportar, a més, la reintroducció de polítiques i tendències que abans havien estat capgirades. Els que s'oposaven a les polítiques de Mao van ser acusats de no mantenir els principis de la "lluita de classes" sota el culte popular a Mao.

### Objectius inicials
El novembre de 1957, els líders dels partits dels països comunistes es van reunir a Moscou per celebrar el 40è aniversari de la Revolució d'Octubre. La primera secretària del Partit Comunista Soviètic, Nikita Khrusxov, va proposar no només posar-se al dia sinó superar la producció industrial dels Estats Units en els 15 anys vinents mitjançant una competència pacífica. Mao Zedong es va inspirar en aquest eslògan per proposar el mateix: posar-se al dia i superar el Regne Unit en 15 anys.

## El Gran Salt Endavant
El Gran Salt Endavant va fer diferents elements de la història de l'URSS per a combinar-los en una única i original fórmula xinesa. Col·lectivitzacions a l'estil del tercer període, estakhanovisme de principis dels anys 1930, la guàrdia popular creada per Nikita Khrusxov el 1959, i la política original xinesa de crear comunes com a unitats econòmiques autosuficients, que incorporaven la indústria lleugera al costat de projectes d'infraestructures. Es pensava que a través de la col·lectivització i el treball en massa, la producció xinesa d'acer sobrepassaria la del Regne Unit en quinze anys.

També va influir l'herència històrica de la Xina, segons la qual la lleialtat de les autoritats locals al centre de poder es demostrava obtenint bons resultats en la implantació de les polítiques que aquest impulsava, igual que feia la petita noblesa dels temps imperials. Això generava una competició de les autoritats locals per a informar de com de bé s'estaven complint les ordres, cosa que generava informes massa optimistes, o francament falsos. D'altra banda, la docilitat de la pagesia xinesa i el culte a la personalitat en la figura de Mao i la confiança que el poble sentia cap a ell, va dur a aquests camperols a un paroxisme col·lectiu de treball ininterromput.

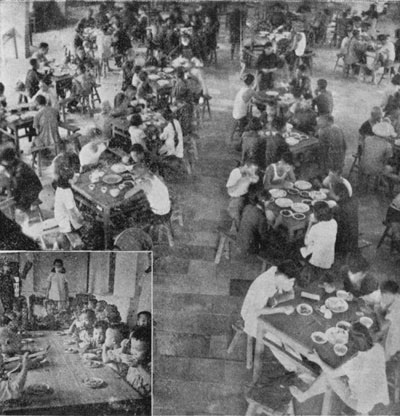
Menjador comunitari popular

A la província de Henan es va establir una comuna experimental a principis de 1958, i aviat el model es va anar estenent pel país. Desenes de milions de persones van ser mobilitzades per a produir un únic producte, símbol de la industrialització: l'acer. Es van crear aproximadament 25.000 comunes, amb al voltant de 5.000 famílies en cadascuna d'elles. La idea era industrialitzar el país i augmentar la producció agrícola fent ús del treball en massa, evitant així haver d'importar maquinària pesant. L'efecte més visible des de l'estranger va ser la campanya de creació de petits alts forns en el pati de casa per a la fosa d'acer que es van construir en cada comuna. A l'octubre de 1958 s'informava de la creació d'un milió de constructes d'aquest tipus. Fins i tot a les fàbriques, escoles i hospitals els treballadors qualificats abandonaven la seva feina per destinar part del seu temps a produir acer. Alhora, els camperols eren col·lectivitzats. L'acer produït per aquests forns era en gran part inservible a causa de la barreja de diferents metalls durant la seva elaboració.
| « | Prenem tots els objectes de metall que teníem a casa i els nostres veïns van fer el mateix. Ho vam posar tot en un gran foc i barregem tot el metall. (Zhang Rongmei, professor de geometria en la zona rural de Shanghai) | » |

També es van dur a terme altres experiències econòmicament errònies, com l'intent d'exterminació dels ocells per a evitar que es mengessin el gra dels camps. Aquesta campanya va implicar una plaga d'insectes.

## Conseqüències
| Morts (milions) | Autors           | Any  |
| --------------- | ---------------- | ---- |
| 23              | Peng             | 1987 |
| 27              | Coale            | 1984 |
| 30              | Ashton, et al.   | 1984 |
| 30              | Banister         | 1987 |
| 30              | Becker           | 1996 |
| 32.5            | Cao              | 2005 |
| 36              | Yang             | 2008 |
| 38              | Chang y Halliday | 2005 |
| 38              | Rummel           | 2008 |
| 42 mínim        | Dikötter         | 2010 |
| 43 a 46         | Chen             | 1980 |

El 1958 ja havia començat un període de males collites en el camp xinès. No obstant això, les estadístiques procedents de les diferents províncies mostraven un augment de la producció agrícola. Amb base en aquestes estadístiques falses, el poder central va exigir grans quantitats de productes agrícoles al camp cosa que va provocar una fam de grans proporcions (La Gran Fam de la Xina).
A la fi de 1958 es va començar a fer marxa enrere en les polítiques del Gran Salt Endavant. Durant una reunió del Comitè Permanent del Buró Polític a Wuhan el desembre de 1958, Mao, encara que conservava el seu lloc de president del partit i era el principal líder ideològic del país, cedia la prefectura de l'estat a Liu Shaoqi, nomenat President de la República Popular de la Xina. Així, Mao es veia apartat de la gestió de govern i Liu Shaoqi, juntament amb Deng Xiaobing, secretari general del PCX, agafava el timó del govern. El juliol de 1959, durant una reunió de dirigents del partit a la ciutat de Lushan, a la província de Jiangxi, Mao admetia haver comès errors a causa dels seus escassos coneixements d'economia.
A pesar d'haver estat relegat a funcions més simbòliques, Mao continuava sent el màxim líder del partit, com es demostraria per la seva feroç resposta a l'única crítica frontal que va rebre durant la reunió de Lushan. El mariscal Peng Dehuai, ministre de defensa i heroi de la Guerra de Corea va criticar obertament Mao. En veure's atacat, Mao va acusar Peng Dehuai d'oportunista i dretà i en va provocar la destitució. D'aquesta forma, Mao demostrava que encara era la màxima autoritat en el partit. Anys més tard, la marginació soferta en ser apartat de la gestió de govern seria contestada per Mao mitjançant el llançament d'una nova campanya de mobilització ideològica: la Revolució Cultural, amb la qual Mao recuperaria el poder total.
Els efectes negatius del Gran Salt Endavant es van seguir manifestant durant els anys següents. El 1960 es van donar a més una sèrie de desastres naturals que van agreujar la situació. La mortaldat provocada per aquesta situació només va poder comprovar-se anys després, una vegada aixecada la prohibició de publicar estadístiques demogràfiques. Xina no va recuperar les xifres de producció agrícola i industrial anteriors a 1958 fins a 1964.